# Joan Antoni Celdran i Montoya
Joan Antoni Celdran i Montoya (L'Hospitalet de Llobregat, 25 de març de 1936) és un antic futbolista català de les dècades de 1950 i 1960 i posteriorment entrenador.

## Trajectòria
Ingressà al FC Barcelona a l'edat de 13 anys, jugant successivament al Juvenil B, Juvenil A, Amateur B, Amateur A i al filial SD Espanya Industrial. A continuació fou cedit a la UA Horta, a Tercera Divisió. Debutà a primera divisió la temporada 1956-57 amb al CD Comtal, el nou nom del filial blaugrana. Continuà al Comtal fins a l'any 1960, quan de la mà d'Helenio Herrera, donà el salt al primer equip. Romangué quatre temporades al club, però no jugà gaire minuts, doncs davant va tenir a Antoni Ramallets primer i a José Manuel Pesudo després. Jugà cedit al CA Osasuna la temporada 1960-61, on fou campió de Segona i el porter menys golejat, retornant novament al Barça. Només jugà 4 partits de lliga però en el seu palmarès guanyà una Lliga, una Copa i una Copa de Fires. Fou traspassat a l'Elx CF, on jugà dues temporades, i a continuació fitxà pel Pontevedra CF, on hi va romandre cinc anys. El 1970 retornà a Catalunya per jugar a la UE Sant Andreu, on penjà les botes.
Un cop deixà els terrenys de joc es dedicà a entrenar, bàsicament a clubs modestos catalans, com ara la UDA Gramenet, el CE Europa, el CF Lloret o l'AEC Manlleu.

## Palmarès
- Copa de Fires:
  - 1959-60
- Lliga espanyola:
  - 1959-60
- Copa espanyola:
  - 1962-63